# Platja dels Capellans (Salou)
La platja dels Capellans és una platja urbana del municipi de Salou (Tarragonès), situada entre la Punta de Porroig, a llevant, que la separa de la platja de Llenguadets, i la Punta de Ferreries, a ponent, que la separa de la caleta de les Ferreries. Està delimitada de manera natural per roques, a banda i banda, i flanquejada per un passeig marítim. Orientada al sud-oest, té una longitud de 200 metres i una amplada mitjana de 43 metres, formada per sorra fina, amb un pendent d'entrada a l'aigua suau. Disposa d'accés per a persones amb diversitat funcional, amb una rampa d'accés fins a l'aigua, llocs de vigilància i socors, àrea de jocs infantil, guingueta-bar i restaurants.
L'Agència Catalana de l'Aigua efectua un control setmanal de la qualitat de l'aigua, durant la temporada de bany, amb el resultat d'excel·lent. Compta amb el segell ISO 14001 que acredita la seva excel·lent salubritat i qualitat ambiental i turística. Fins al 2023, va ser guardonada amb la Bandera Blava, que reconeix internacionalment la qualitat de l'aigua i serveis.

## Història
En aquesta platja hi havia l'antic port natural de Salou, des d'on el rei Jaume I va salpar el 1229 amb un estol de 155 naus, juntament amb els ports de Cambrils i de Tarragona, cap a la conquesta de Mallorca.
El 1829 es va construir el Llatzeret, aprofitant les antigues muralles, destinat a la pràctica de quarantenes de mariners i mercaderies, amb una gran escalinata que arribava molt a prop del mar. La Torre Nova de Salou en forma part.
El 1976, amb motiu dels 500 anys de la mort de Jaume I, l'Ajuntament de Vila-seca i Salou va col·locar un monòlit en uns jardins al costat de la platja dels Capellans, format per tres pedres que es van extreure de l'antic port, i que popularment s'anomenava 'el tron del rei Jaume'. El 2017 un temporal s'endugué el tron.